# 自動倉庫
自動倉庫（じどうそうこ、英: Automated storage and retrieval system、略語AS/RSあるいはASRS）とは、品物を収納することや取り出すことが自動化された倉庫。無人倉庫とも。

## 概要
コンピューターや機械を組み合わせ、メカトロニクスを駆使し、従来の倉庫内で人が行っていた作業を自動化することで実現されている。
庫内の作業を自動化・無人化することで効率を高める。また低温倉庫が自動化されたものは、苛酷な環境での作業から人間を解放することになる。
経営者側から見ると、入出庫の部分がコンピュータで自動化されており人手を必要としないので、経理上の総人件費を削減できる。ただし初期導入費用が大きく、一定の取扱量を超えなければ損益分岐点に到達しないので、小規模の会社では導入が難しい。
従来の倉庫では、人間が棚の位置まで行き品物を取り出すので、棚はおおむね、人間の持つ分類概念（カテゴリ概念）に沿うような形で配置されなければならなかった。品物は入荷したり出荷されたりし、日々増減があるので、各棚の大きさは余裕を見て設定しなければならず、結果として倉庫全体の収納効率が低くとどまりがちになった。だが自動倉庫ではデータベースを利用することで、人間の分類概念にこだわらず「ある商品→その棚位置」の関係を大量に記憶し自動に取り出すことができ、純粋に物理的に収まるかどうかだけを考慮して、倉庫全体の収納効率を上げることも可能になった。

## 種類・分類
入出庫の方式による分類
- スタッカークレーンタイプ - 荷台を持ち、荷物を入出庫するための装置[2]
  - 人荷昇降式
  - 荷昇降式

それぞれ床上型・懸垂型・天井クレーン型がある。
- クレーンタイプ[2]
- 回転棚タイプ - 棚自体が回転する[2]
- シャトルタイプ[2]
- 商品位置自由在庫方式（フリーロケーション）

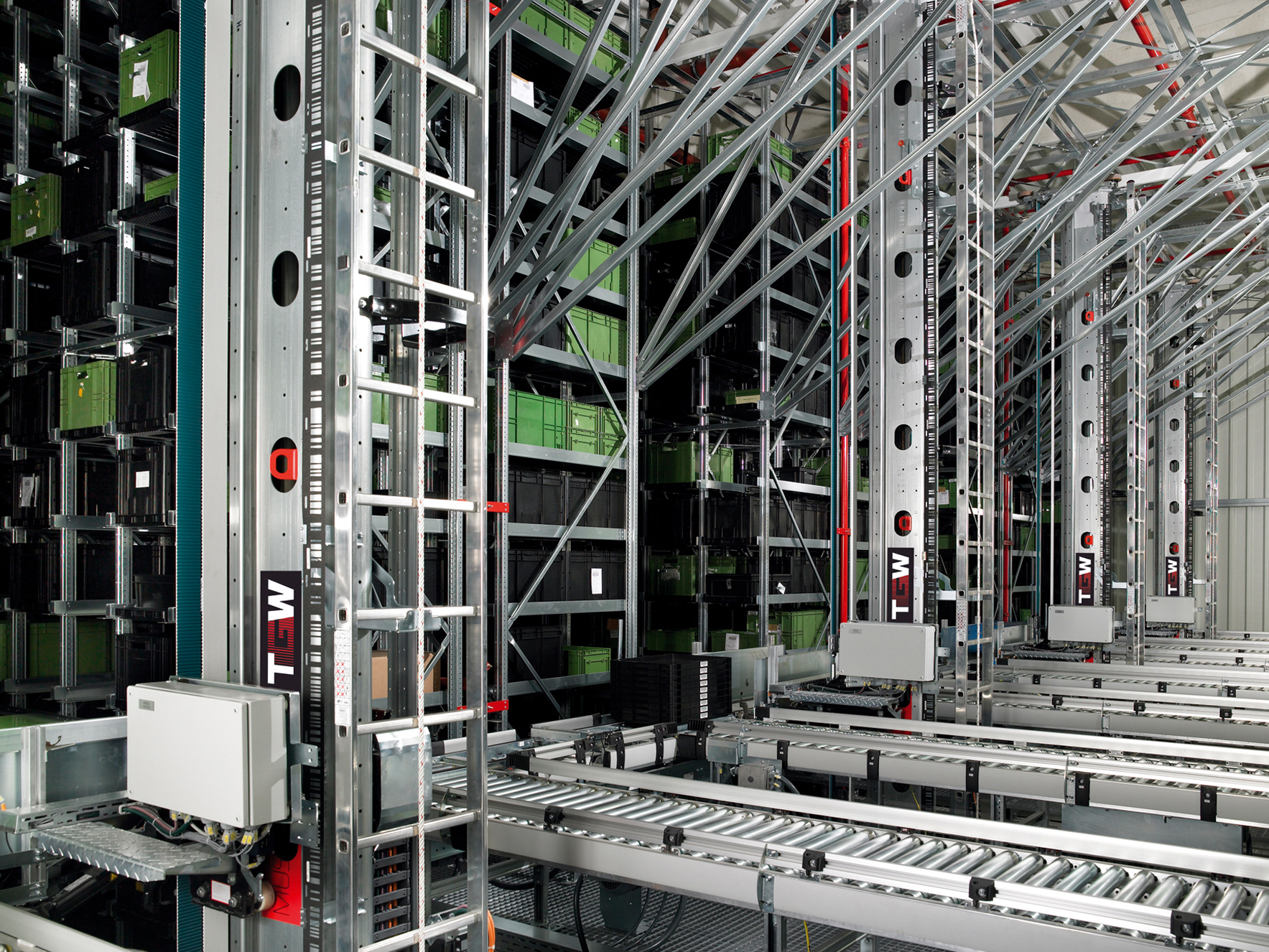
クレーンタイプ
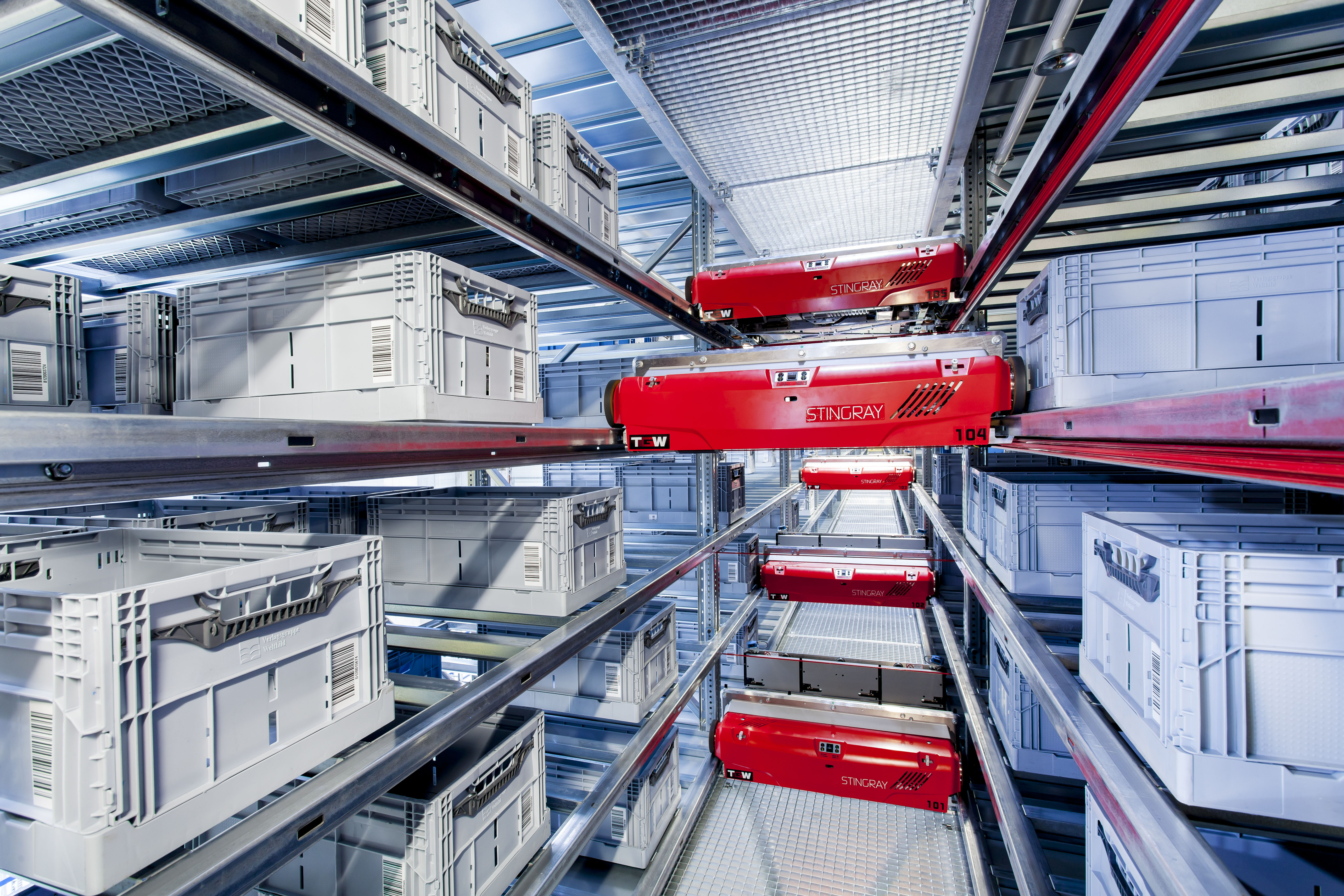
シャトルタイプのピッキング
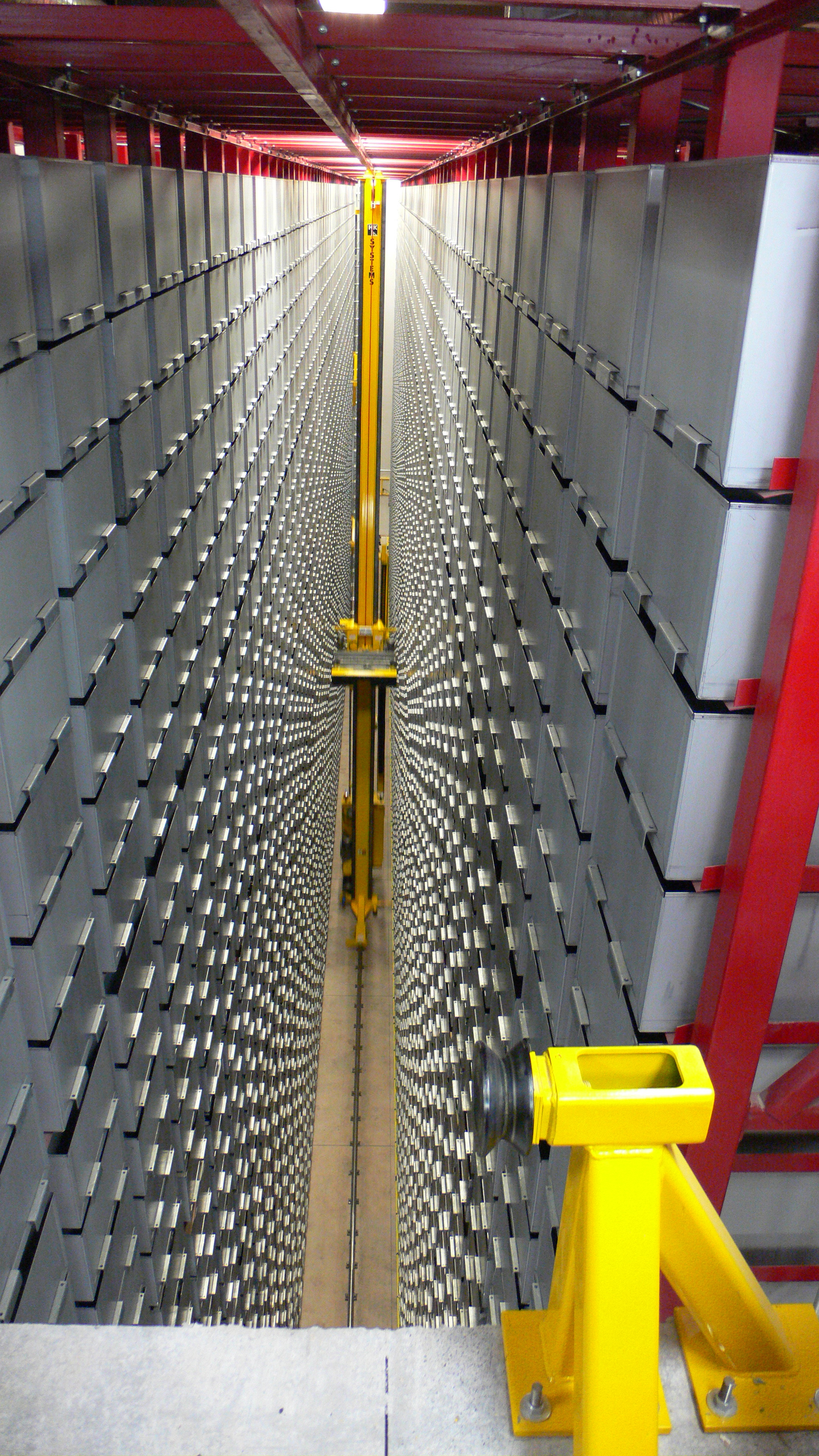
ユタ大学図書館の蔵書管理システム
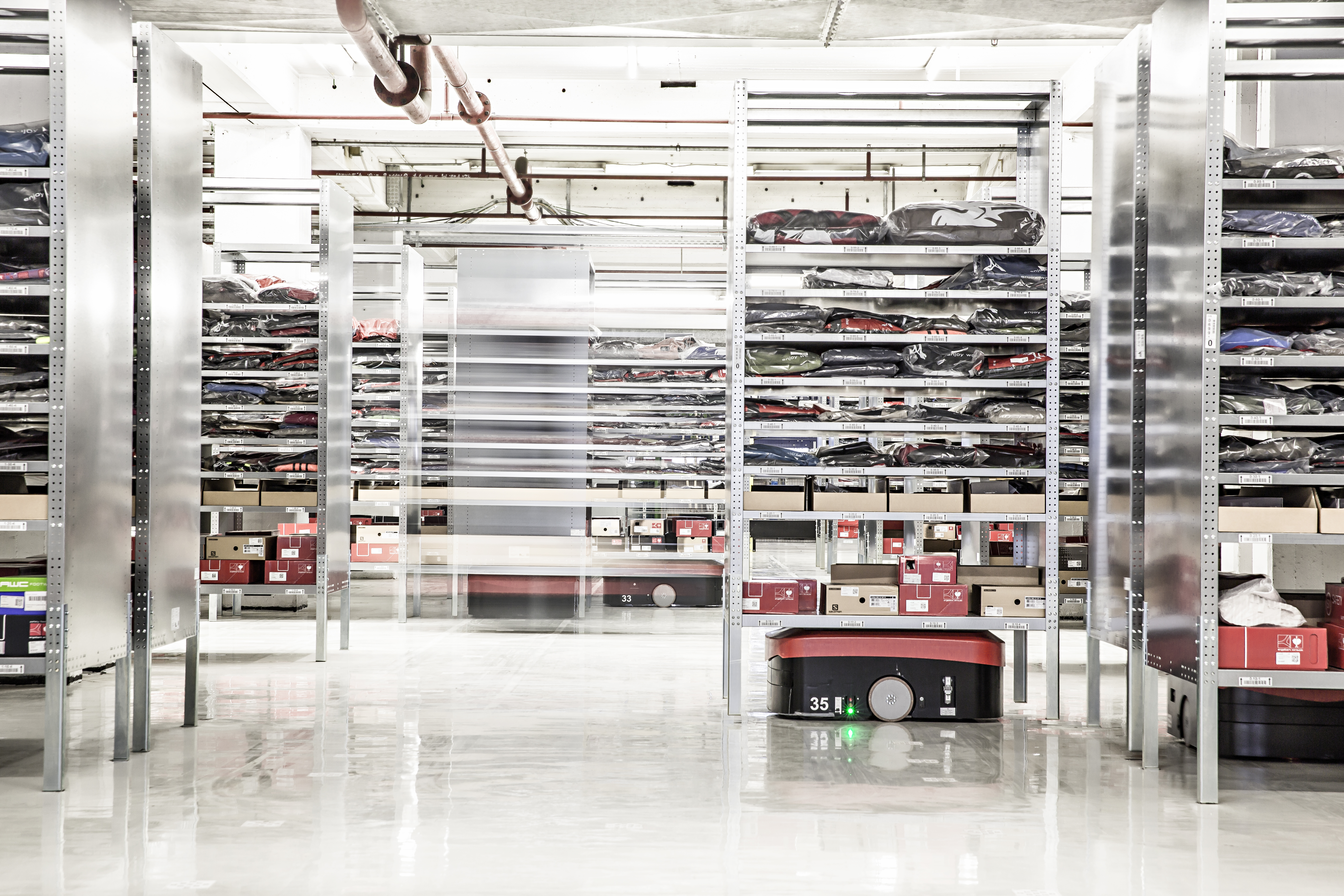
駆動装置が棚を持ち上げて運ぶタイプ

保管品の種類による分類
- 冷蔵・冷凍品用の自動倉庫
- 医薬品用の自動倉庫
- 鉄鋼コイル用の自動倉庫
- ロール品用の自動倉庫
- 危険物（第四類）用の自動倉庫

## 歴史
パレットが分類されるようになった。
RFタグやバーコード等で保管場所からボタン操作で取り出すことができるようになった。
いまや一種のサプライチェーンマネジメントである。アマゾンやDHL等の流通関連の企業は大規模な配送センターに自動倉庫を併設している。

## 具体例

### Amazonの場合
「Amazon 川崎 フルフィルメントセンター（FC）」では、2016年12月から「Amazon Robotics（アマゾン ロボティクス）」（略してAR）というシステムを導入しており、これは商品を保管している細身の棚が非常に多数あり、それを「ドライブ」という自走式ロボットによって動かすものである。「ドライブ」は、秒速1.7mほどで動き、下から棚を持ち上げて移動する。ドライブはARエリアの床に埋め込まれたバーコードを読み取ることで、位置を把握しながらエリア内を行き交う。 
棚入れ
1. 商品がフルフィルメントセンターに届く（入荷する）
2. 待機するスタッフの前に一つの棚が自動的に運ばれてくる[3]。ARシステムが多くの棚の中で空きがあるものを選び、その棚をスタッフの目の前に運ばせるために多数あるドライブの中から1台を選ぶ。そのドライブが該当の棚の現在位置まで移動し持ち上げ、スタッフの前まで運んでくる。
3. ARシステムは保管すべき商品のサイズや重さに適した収納位置を、スタッフの目の前に設置されたディスプレイ上に青く表示する。
4. スタッフは、入荷した商品の情報を端末にバーコードや手入力などで登録し、画面で指示された棚内の位置に商品を詰める。詰める作業を終えたことをシステムに伝えると、ドライブが棚を自動的に収納スペースへと運んでゆき、適当な空いている場所に棚を下ろす。棚が置かれた場所もデータベースに記憶される。

棚出し（商品ピックアップ作業）
1. 客から注文が入る。
2. 注文が入った商品が保管されている棚が検索され、効率的なルートを通ってスタッフの前に運ばれてくる[3]。
3. ディスプレイ上に棚のどの位置にあるどの商品を取り出すべきか表示される[3]。スタッフは棚からその商品をピックアップし、情報をバーコードで読み取る[3]。この際にARシステムは、ある棚から商品が取り出されたことを、データベースに記憶し、棚を収納エリアに戻すようドライブに指令する。
4. スタッフは、棚が目の前に運ばれてくるたびに、一つの箱（籠）に商品を入れてまとめてゆく。
5. 一人の客の注文の品々を一つの箱にまとめたら、梱包作業の担当者に向けて箱（籠）を送り出す[3]。